# Alexander Dressler
Alexander Dressler (* 18. Januar 1935 in Memel/Ostpreußen als Alexander Dreßler; † 15. Oktober 2016) war ein deutscher Mathematiker und Hochschullehrer der Philipps-Universität Marburg.

## Leben
Alexander Dressler wurde am 18. Januar 1935 in Memel/Ostpreußen (heute zu Litauen) geboren. Seine Jugend verbrachte er im Rheinland, wo er 1956 am Gymnasium Fabritianum in Uerdingen (heute Stadtteil von Krefeld) das Abitur ablegte. Dressler begann ein Maschinenbau-Studium an der RWTH Aachen, wechselte jedoch zum Fach Mathematik, wo er 1962 die Diplomprüfung ablegte. Im Jahr 1967 promovierte er bei Claus Müller mit der Arbeit Über die ungleichförmige Verteilung von Gitterpunkten in der Ebene; eine Habilitation folgte im Jahr 1972 mit dem Titel Über die Anordnung der Gitterpunkte in mehrdimensionalen Ellipsoiden.
Im Jahr 1973 trat Dressler eine Professur für Mathematik an der Philipps-Universität Marburg an, die er bis zu seiner Pensionierung 2000 innehatte. Seine Arbeitsschwerpunkte lagen in der Analysis und der Analytischen Zahlentheorie. Er war auch regelmäßiger Teilnehmer des interdisziplinären Seminars Mathematische Physik, an dem neben Kollegen aus der Mathematik auch theoretische Physiker teilnahmen.
Als kurz nach seiner Pensionierung seine Frau verstorben war, begann Dressler noch ein Seniorenstudium der Philologie, insbesondere Altgriechisch. Auch die klassische Musik, insbesondere das Klavierspiel, interessierten ihn.
Alexander Dressler verstarb 81-jährig am 15. Oktober 2016.